# 苏德良 (1960年)
苏德良（1960年1月—），浙江嵊州人。1980年9月参加工作，1985年3月加入中国共产党。上海市公安学校毕业，中共中央党校函授学院经济管理专业在职大学学历。中国共产党第十九届中央纪律检查委员会委员。历任上海市国家安全局副科长、科长、副主任、主任、分局局长、市局局长助理；海南省国家安全厅副厅长；宁夏回族自治区人民政府副秘书长、自治区国家安全厅厅长、自治区公安厅厅长、自治区党委政法委书记等职。
2007年6月，任中共宁夏回族自治区党委常委。2013年5月，调任国家安全部党委委员、政治部主任。2015年8月，任国家安全部副部长。2018年6月，任最高人民检察院党组成员、中央纪委驻最高检纪检监察组组长，至2022年7月卸任。